# Salt-dikdik
A Salt-dikdik (Madoqua saltiana) az emlősök (Mammalia) osztályának párosujjú patások (Artiodactyla) rendjébe, ezen belül a tülkösszarvúak (Bovidae) családjába és az antilopformák (Antilopinae) alcsaládjába tartozó faj.
Nemének a típusfaja.

## Előfordulása
Kelet-Afrika-i előfordulású, amely Szomália, Dzsibuti és Eritrea szinte teljes területén, illetve Etiópia keleti felében él, de északon kis területen Szudánban, délen pedig Kenyában is megtalálható. Élőhelyéül félsivatagi bozótosok szolgálnak 1500, legfeljebb 2000 méteres tengerszint feletti magasságig.

## Alfajai
Legalább öt alfaját írták le eddig fenotipikus különbségek alapján, de mindezt még nem támasztották alá genetikai vizsgálatokkal.
- Madoqua saltiana hararensis Neumann, 1905
- Madoqua saltiana lawrancei Drake-Brockman, 1926
- Madoqua saltiana phillipsi Thomas, 1894
- Madoqua saltiana saltiana de Blainville, 1816
- Madoqua saltiana swaynei Thomas, 1894

## Megjelenése
A Salt-dikdikek hossza 52-67 centiméter között mozog, amihez rövidke, 3,5-5,5 centiméteres farok csatlakozik. Marmagasságuk 33-41 centiméter, testtömegük 2-4 kilogramm között változik. Szőrzetük puha és laza, színe a háton vörösesbarnától a sárgásszürkéig terjed, az oldalakon világosabb. A mellkas és a nyak elülső része vöröses szürke, az orr, a bóbita és a fülek hátulja a lábakhoz hasonlóan rozsdavörös, a nyak, a pofa és a torok pedig borsszürke. Fehér mintázat csak az állon, a has középvonalán és a combok belsején figyelhető meg. Szarvai csak a bikáknak vannak; ezek gyűrűsek, tövük vaskos, hosszában barázdáltak (ez utóbbi jellegzetességet némileg elrejti a fejtetőn levő bóbita).

## Életmódja
A Salt-dikdikek társas életet folytatnak: csapataik általában négy állatot számlálnak, egy bikát, egy tehenet és két legfiatalabb borjukat. A családok együttesen védelmezik trágyakupacokkal és kitaposott ösvényekkel határolt territóriumukat. Vész esetén felmeresztik a homlokukon levő szőrcsomót, és jellegzetes, dik-dik hangzású kiáltásokkal cikcakkban kezdenek menekülni a sűrű aljnövényzetben. A faj alapvetően reggel és kora délután aktív, de olykor éjjel is legel. Táplálékát különféle növények levelei, virágai, bimbói, termései és hajtásai teszik ki.

## Szaporodása
A Salt-dikdikek évente kétszer ellenek egyetlen utódot. A 0,5-0,8 kilogrammosan születő borjú élete első két-három hetét az aljnövényzetben rejtőzve tölti, miközben az anyja visszajár hozzá szoptatni. A kicsinyek már egyhetes korukban elkezdenek szilárd táplálékot is fogyasztani, de elválasztásra csak a harmadik-negyedik hónapjuk betöltése után kerül sor. A dikdikek rövid életű állatok (a vadonban 3-4 évig élnek), így korán kezdődik érésük: a bikák szarva már egy hónapos korukban nőni kezd, ivarérettségüket pedig 8-9 hónaposan érik el (a tehenek valamivel korábban, 6-8 hónaposan válnak nemzőképessé). A dikdikek nagyjából ivarérett korukra érik el felnőtt méretüket, egyéves koruk után pedig már nem növekszenek.

## Természetvédelmi helyzete
Széles körben és nagy számban elterjedt faj, állományát az ezredforduló táján körülbelül 485 000-re becsülték, és stabilnak tűnik az intenzíven terjedő emberi tevékenység, túllegeltetés és vadászat ellenére. (Ez a túllegeltetés nyomán kialakuló bozótosoknak is betudható.) Élőhelyén néhány természetvédelmi terület is segíti a faj megőrzését. Mindennek fényében a Természetvédelmi Világszövetség értékelése szerint a Salt-dikdik nem veszélyeztetett.